# Schwangerschaftsgymnastik
Unter dem Begriff der Schwangerschaftsgymnastik versteht man umgangssprachlich seit den frühen 1980er Jahren geburtsvorbereitende Kurse, die zum einen Schwangerschaftsbeschwerden lindern, den Körper auf die Geburt vorbereiten und zum anderen die Wahrnehmung des eigenen Körpers stärken sollen. Viele Schwangerschaftsbeschwerden sind auf die statische Veränderung des weiblichen Körpers während der Schwangerschaft zurückzuführen, weshalb Schwangerschaftsgymnastik für gewöhnlich Elemente der Rückenschule beinhaltet.

## Entstehung des Begriffs
Der Begriff der Schwangerschaftsgymnastik hat sich zu Beginn der 1980er Jahre etabliert. Dieser Begriff wird allerdings eher umgangssprachlich verwendet, da er zu Missverständnissen führen kann.

## Bestandteile der Schwangerschaftsgymnastik
Gewöhnlich werden neben Yoga-Übungen für Atmung und Rücken auch Beckenboden-Übungen zur besseren Wahrnehmung des Unterleibs und der Dehnung des Beckenbodens durchgeführt.
Bei einer normal verlaufenden Schwangerschaft spricht nichts gegen Sport und Gymnastik, denn dies sorgt nicht nur für gute Laune, sondern hilft auch die Muskeln und Bänder zu entlasten. Zudem haben sportliche Schwangere auch einen stabileren Kreislauf. Ein weiterer positiver Aspekt ist, dass der Fötus im Bauch mehr Sauerstoff bekommt, was den Stoffwechsel ankurbelt.

## Regionale Unterschiede
„Die meisten Völker kennen Methoden und Maßnahmen für die schwangere Frau,  von denen angenommen wird, dass sie die Geburt erleichtern und den Schmerz vermindern können.“
Jedoch gibt es verschiedene Ansichten über sportliche Aktivitäten während der Schwangerschaft. Die reine Schwangerschaftsgymnastik ist nur in der westlichen Welt zu finden, wo eine gute ärztliche Versorgung gewährleistet ist.
Weltweit werden verschiedenste Aktivitäten und Übungen für schwangere Frauen praktiziert und gelehrt.

## Nutzen & Risiken
„Als Kernelement sollte die Geburtsvorbereitung deshalb den Frauen die Chance geben, ihren Körper zu erfahren, d. h. in Körperarbeit und Atemarbeit wieder Vertrauen in ihren Körper zu gewinnen.“

### Nutzen
Psychologische Aspekte:
- Durch das Auseinandersetzen mit dem eigenen Körper lernt die schwangere Frau eine wesentlich tiefere und intensivere Wahrnehmung ihres eigenen Körpers.

Physiotherapeutische Aspekte:
- Übungen können häufige Beschwerden in der Schwangerschaft, insbesondere Rücken- und Kreuzschmerzen (Iliosakralgelenk), lindern und durch richtiges Verhalten und Bewegen Schwangerschaftsbeschwerden vorbeugen.

- Jede Körperübung ist auch eine wichtige Körpererfahrung.

- Übungen (in einer Gruppe) können auch gruppendynamische und gruppenpsychologische Prozesse auslösen.

- Atemarbeit ist für Frauen, neben den Gebärhaltungen, das wichtigste Element der Geburtsvorbereitung. Den Atem können die Frauen am besten über Körperarbeit und Körperwahrnehmung erfahren. Sie erleben, dass sie ihre Atemräume vergrößern können und dass das schon in der Schwangerschaft auch für das Kind wichtig ist. Dies gibt Ihnen Vertrauen in den eigenen Körper: „Nicht ich muss atmen, sondern mein Körper atmet mich!“ Durch  Atemübungen lernen die Frauen andere Atemmuster kennen, vor allem für die Schlussphase der Geburt.

- Durch die Geburtsvorbereitung sollen die Frauen auch erfahren, dass sie während der Geburt das Intuitive tun dürfen, was sie möchten oder was ihnen gut tut. Sie lernen, dass es ein dynamisches Zusammenspiel ihrer Muskulatur gibt. D. h., dass sie ihre Muskeln auch ökonomisch einsetzen können und verstehen, wann welche Gebärhaltung Vorteile bringt.

Ziel: Die Frau kann zu sich selbst sagen: „ICH gebäre“

### Risiken
- Es kann generell nicht gesagt werden, dass Schwangerschaftsgymnastik für jede Frau das Richtige ist. Hier muss jede Schwangere individuell betrachtet werden und sollte eine individuelle Beratung erfahren.

## Kosten & Übernahme

### Deutschland / Österreich
In Deutschland und Österreich werden die anfallenden Kosten für Schwangerschaftsgymnastik von den meisten Krankenkassen übernommen. Die angebotenen Kurse kosten in der Regel zwischen 5 und 7 € pro Stunde und beinhalten ca. 10 einstündige Kurseinheiten. Diese Kosten können von Bundesland zu Bundesland und von Einrichtung zu Einrichtung variieren.

### Schweiz
In der Schweiz belaufen sich die Kosten für die Schwangerschaftsgymnastik auf ca. 120–150 CHF pro Kurs. Die Übernahme der Kosten durch die Krankenkasse ist kantonsabhängig.
Genauere Informationen hierzu erhalten Sie bei ihrer Krankenkasse.

## Kritiken
- Hebammen kritisieren den generellen Druck, der von der Gesellschaft häufig auf Schwangere ausgeübt wird, an Schwangerschaftsgymnastik teilzunehmen. Eine Schwangere sollte sich nicht verrückt machen lassen und generell alle möglichen Kurse besuchen, um das vermeintlich Beste für das Kind zu tun. Eine individuelle Beratung ist oftmals effektiver und kann der Schwangeren besser helfen sich auf die Geburt vorzubereiten.

- Die Körperübungen sollten nicht mit der Geburt enden. Oftmals ist eine weitere Betreuung der Frau sinnvoll und kann dieser helfen sich nach der Geburt zu erholen (z. B. Rückbildungsgymnastik).